# 0

0(零, 영)은 -1보다 크고 1보다 작은 정수이며, 또한 수를 표기하기 위한 숫자이기도 하다. 수로서의 0은 덧셈과 뺄셈에 대한 항등원이며, 수직선과 좌표계에서 원점이 된다. 음의 값이 없는 양(量)을 나타낼 경우에 ‘0’은 ‘무(無)’와 같은 뜻으로 쓰이기도 한다.

## 지리
위도 0°는 적도이다. 경도 0°는 본초 자오선이다.

## 역사
기원전 300년 무렵 바빌로니아의 수학자들은 계산의 편의를 위해서 0을 사용하기 시작하였다. 876년 인도에서 만들어진 비문에 0을 나타내는 숫자가 최초로 등장하였다. 인도에서는 0의 개념을 훨씬 이전부터 계산에 사용하고 있었다.
한편 고대 그리스에서는 0을 숫자로 도입하는 것을 받아들이지 않았는데 그들은 "어떻게 없는 것을 나타낼 수 있단 말인가?"하고 반문하였다.
십진법의 확립과 아라비아 숫자가 널리 받아들여지면서 0의 표기가 확립되었다. 고대의 여러 문화에서 이미 음수를 사용하고 있었고, 《구장산술》에서도 음의 값을 갖는 문제가 제시되어 있으므로 이들 역시 0의 존재를 알고 있었다고 볼 수 있다. 그러나, 인도에서 비롯된 아라비아 숫자와 0의 사용을 중요하게 여기는 까닭은 십진법의 도입과 관련이 되어 있기 때문이다. 십진법에서 0을 사용하지 않으면 101과 11을 명확히 구분하여 나타내기 어렵다.
한편, 20진법을 사용한 마야의 달력에서는 0을 로 표기하였다.

## 한국어로 읽는 법

### 기수
- 일반적으로 0이 단독으로 쓰이거나 소수점 이하에서는, 어떤 수를 나누었을 때 나누어떨어진 상태를 뜻하는 한자 零(떨어질 령)을 두음법칙에 따라 영으로 읽는다.

 예시 1  지난 경기에서 우리 편이 3:0 〔삼 대 영〕으로 크게 졌다.
 예시 2  기온이 0〔영〕도 아래로 뚝 떨어졌다.
 예시 3  금년 1사분기 수입량은 0.075〔영 점 영칠오〕% 상승하는 데에 그쳤다.

### 피수
- 다른 숫자와 함께 쓰이되 0이 해당 자리에서 가중값을 지니지 않을 때에는 읽지 않는다.[12]

 예시 1  2012〔이천십이〕년
 예시 2  70800〔칠만 팔백〕원

### 번수
- 다른 숫자와 함께 쓰이되 0이 해당 자리에서 가중값을 지니지 않고 별개의 숫자로 인식될 때에는 공으로 읽기도 한다. 주로 전화번호 (電話番號, dial number)에서 쓰인다.

 예시 1  이번 수송은 007〔공공칠〕작전을 방불케 했다.
 예시 2  010〔공일공〕으로 시작되는 전화번호.

### 서수
자연수가 아니므로 서수로서는 없다.

## 기수법
십진법에 따라 표기된 1040은 다음과 같은 의미를 지닌다.
{\displaystyle 1040=1\times 10^{3}+0\times 10^{2}+4\times 10^{1}+0\times 10^{0}}
즉, 같은 숫자라 할 지라도 놓인 자리에 따라 의미하는 값이 다르다. 0은 십진법에서 자릿수를 표시하는 중요한 역할을 한다.

## 수학
0은 1 이전에 등장하는 정수다. 0은 짝수인데, 2로 나누어 떨어지기 때문이다. 0은 음수도 양수도 아니거나, 음수인 동시에 양수인 것으로 해석할 수 있다. 자연수의 정의에 0을 포함하도록 할 수 있는데, 이때 0은 양수가 아닌 유일한 자연수 또는 가장 작은 자연수가 된다. 0은 크기나 양 따위가 존재하지 않는 것을 세기 위한 수이다. 많은 문화에서 0의 개념은 음수 개념을 채택하기 이전에 발견되었다.
값 또는 수로써의 0은 위치 기수법에서 사용하는 숫자 0과 다르다. 위치 기수법에서 앞쪽 자리 숫자들은 큰 가중치를 가지고, 숫자 0은 위치를 정확하게 나타내기 위해 추가된다. 수 02의 예시와 같이, 숫자 0의 사용은 필수적이지 않을 수 있다. 

### 기초 대수
0은 가장 작은 음이 아닌 정수다. 0의 다음 자연수는 1이고, 0은 어떤 자연수의 다음 수가 아니다. 0을 자연수에 포함할 수도, 포함하지 않을 수도 있지만, 0이 정수라는 사실에는 영향을 주지 않는다. 따라서 0은 유리수, 실수, 복소수 등에 포함된다.
0은 음수도 양수도 아니고, 주로 수직선의 중심에 있는 수로 표현된다. 0은 소수도 합성수도 아니다. 0은 무한히 많은 약수를 가지므로 소수가 아니고, 소수의 곱으로 표현할 수 없으므로 합성수가 아니다. (단 0의 제곱도 0, 0의 모든 제곱근도 0이다.)
다음은 0에 관한 기초적인 사실들이다. 이는 따로 언급하지 않는 한 모든 실수 또는 복소수 {\displaystyle x}에 대해 성립한다.
- 덧셈: {\displaystyle x+0=0+x=x}. 즉 {\displaystyle 0}은 덧셈에 대한 항등원이다.
- 뺄셈: {\displaystyle x-0=x,{\mbox{ }}0-x=-x}.
- 곱셈: {\displaystyle x\times 0=0\times x=0}.
- 나눗셈: {\displaystyle x}가 0이 아닌 경우, {\displaystyle {\frac {0}{x}}=0}이다. 0은 곱셈 역원을 가지지 않으므로 {\displaystyle {\frac {x}{0}}}(0으로 나누기)는 정의되지 않는다.
- 거듭제곱: {\displaystyle x}가 0이 아닌 경우, {\displaystyle x^{0}={\frac {x}{x}}=1}이다. {\displaystyle x}가 0인 경우, 문맥에 따라 정의하거나 정의하지 않을 수 있다. {\displaystyle x}가 양의 실수인 경우, {\displaystyle 0^{x}=0}이다.

{\displaystyle {\frac {f(x)}{g(x)}}}의 극한을 구할 때, 분모와 분자에 각각 극한 연산자 {\displaystyle \lim }을 취한 결과로 {\displaystyle {\frac {0}{0}}}이 나타날 수 있고, 이를 부정형이라고 한다. 이는 극한이 존재하지 않음을 의미하지는 않는다. 만약 극한이 존재한다면 로피탈의 정리와 같이 다른 방법을 사용하여 극한을 구할 수도 있기 때문이다.
0개의 수의 합은 0이고, 0개의 수의 곱은 1이다. 빈 곱셈의 특수한 예시로, 계승 (수학) {\displaystyle 0!}은 1과 같다.

### 수학 분야에서의 0
- 집합론에서, 0은 공집합의 크기이다. 즉, 사과를 가지고 있지 않은 것은 사과를 0개 가지고 있는 것과 같다. 집합론의 몇몇 공리적 개발에서, 0은 공집합으로 "정의된다". 이 정의에서, 공집합은 원소가 없는 집합의 폰 노이만 기수 할당이 된다. 기수 함수가 공집합에 적용되었을 때 결과는 공집합이고, 따라서 이에 0개의 원소를 할당한다.
- 집합론에서, 공집합을 정렬 원순서 집합으로 보아 0은 가장 작은 순서수가 된다.
- 명제 논리에서 0을 거짓 진릿값으로 쓰기도 한다.
- 추상대수학에서, 0은 덧셈에 대한 항등원을, 곱셈에 대한 흡수원을 표기하기 위해 사용된다.
- 격자 이론에서, 0을 유계 격자의 최저원소로 쓰기도 한다.
- 범주론에서, 0을 범주의 시작 대상으로 쓰기도 한다.
- 재귀 이론에서, 0은 부분 계산 가능 함수의 튜링 차수로 쓰일 수 있다.
- 확률론에서, 사건이 절대 일어나지 않을 때 그 사건의 확률은 0이다. 그러나 사건의 확률이 0인 것은 사건들의 집합이 공집합임을 의미하지 않는다. 확률 측도 참고.

### 관련 용어
- 함수 {\displaystyle f}의 영점은 {\displaystyle f(x)=0}이 되는 정의역의 원소 {\displaystyle x}이다.
- 정의역 {\displaystyle D} 위의 영함수(zero function)는 오직 0만을 값으로 가지는 상수 함수이다. 영함수는 유일하게 홀함수이며 짝함수인 함수이다. 영함수의 예시로는 범주론에서의 영사상과 비가역 정사각 행렬들의 집합 위의 행렬식 등이 있다.
- 여러 수학 분야에는 {\displaystyle x+0=0+x=x} 또는 {\displaystyle 0\cdot x=0}의 성질을 일반화하는 영원(zero element)가 존재한다.

## 방송
- 스카이라이프와 B tv의 YTN 채널 번호.[14]
- 지니 TV의 GS마이샵 채널 번호.
- U+ TV의 더라이프 채널 번호.
- LG헬로비전의 MBC 에브리원 채널 번호.
- B tv 케이블의 채널S 채널 번호.

## 스포츠
- 야구에서 투수의 평균자책점이 0이면 모든 출전 경기에서 자책점을 내주지 않았다는 뜻이다. 아직 지구 역사상 평균자책점이 0인 투수는 없다. (투수가 항상 자책점만 내 줬을 경우 전광판에서는 투수의 평균자책점을 편의상 0으로 표기한다.) 반대로 타자의 타율이 0이라면 안타수가 0이라는 것을 뜻한다.
- 축구에서 골키퍼의 실점률이 0이면 상대 선수에게 골을 내주지 않았다는 뜻이다.

## 기타
- 어떤 국가들은 0층이 있다.
- 섭씨온도는 물의 어는점과 녹는점을 100등분 하여 나타낸 값이다. 이 때 어는점인 섭씨 0도를 기준으로 0도보다 높으면 영상(零上), 0도보다 낮으면 영하(零下)라 한다. (사용예: 영상 15도, 영하 20도)
- 0도는 '도수를 세는 기점이 되는 단위'로서, 영하와 영상 모두 0도부터 시작된다.
  - 다만, 0도는 영상(零上) 0도라고 표현한다. 영하(零下) 0도라는 표현은 틀린 표현이다.
- 공짜는 0원을 뜻한다.
- 그레고리력과 율리우스력에는 0년은 존재하지 않는다.
- 경상북도의 안동시와 청도군에서는 '0'이라는 숫자를 노선 버스로 이용되고 있다. 성주군에 있었던 숫자 0을 가진 노선 버스는 250번으로 분리 및 변경되면서 폐지된 상태이다.
- 자체 검열의 기호로 이용하는 경우도 있다. (예: 오리0 등)
- 0은 영어 O와 비슷한 글씨여서 'O표 치세요' 대신 '공(0)표 치세요.'라 한다.
- 숫자나 데이터 값, 근삿값 등을 초기화할 때 쓰는 번호이다.
- 위도 0도는 적도이다.
- 경도 0도는 본초 자오선이다.
- 체코에 있는 고속도로 번호도 0번으로 쓴다. 이름은 D0 고속도로이다.
- 각도 0도는 기울지 않은 것이다.
- (어떤 수 - 어떤 수)는 0이다.
- TV 채널에는 0번도 있다. (셋톱박스 가능)
- 코딩 또는 프로그래밍에서는 1이 아닌 숫자 0에서부터 시작한다.
- 모집 공고에서 '0명'은 실제 0명을 채용한다는 뜻이 아니라 한 자릿수의 인원을 채용하겠다는 의미이다. (○을 대신해 0으로 표기함)

## 같이 보기
- +0
- −0
- 1
- 0으로 나누기
- 0의 홀짝성
- 네이버 카페

### 내용주
1. ↑  원불교의 상징인 정원(正圓)은 한자 무(無)의 '없음'을 의미하는 게 아니라 무한대(無限大)로써 '계속된 순환'을 의미한다.
2. ↑  마찬가지 이유에서 고대 그리스인들은 무한 역시 수학적으로 생각할 수 없는 것이라고 여겼다. 때문에, 아리스토텔레스는 명백히 함수의 극한을 취하는 것과 같은 과정을 갖는 원주율의 계산에서 알고리즘의 유한한 반복 만으로 근사값을 찾는데 만족하였다.

### 참조주
1. ↑  버트런드 러셀, Pinciples of mathematics, page 125, ISBN 1-4400-5416-9
2. 1 2  존 그리빈, 최주연 역, 과학의 역사 1, 에코리브르, 2005년, ISBN 89-90048-57-5, 41쪽
3. ↑  김용운, 재미있는 수학여행 2, 김영사, 2007년, ISBN 89-349-2402-0, 172쪽
4. ↑  예를 들어 하루 동안 관찰되는 태양의 겉보기 운동은 영점을 기준으로 고도와 경도 두 가지 각도를 가진 3차원 극좌표로 표시할 수 있다. - 클라우스 랑만,  정명순 역, 수학 모험, 맑은소리, 2007년 ISBN 89-8050-192-7, 183쪽
5. ↑  Kaplan, Robert. (2000). The Nothing That Is: A Natural History of Zero. Oxford: Oxford University Press.
6. ↑  과학동아편집실, 수학자를 알면 공식이 보인다, 성우, 2002년, ISBN 89-88950-71-2, 118쪽
7. ↑  Bourbaki, Nicolas (1998). Elements of the History of Mathematics. Berlin, Heidelberg, and New York: Springer-Verlag. 46. ISBN 3-540-64767-8.
8. ↑  리처드 오글, 손정숙 역, 리더스 북, 2008년, ISBN 89-01-08232-2, 36-37쪽
9. ↑  김원기, 꿈꾸는 과학, 풀로엮은집, 2008년, ISBN 89-90431-96-4, 200쪽
10. ↑  Diehl, Richard A. (2004) The Olmecs: America's First Civilization, Thames & Hudson, London.
11. ↑  간혹 소수점 이하에서 공으로 읽거나 말하는 경우도 있다. 예) 0.306〔영 점 삼공육〕의 안타율을 지닌 선수
12. ↑  기수법 문단을 참조하라
13. ↑  현종익, 수학과교육, 학문사, 1994년, ISBN 89-467-4067-1, 161쪽
14. ↑  KT HCN의 채널 번호가 같다.